# Giacomo Galanda
Giacomo Galanda (1975.) je bivši talijanski košarkaš i talijanski reprezentativac. Igrao je na mjestu krilnog centra i centra. Visine je 210 cm. Igrao je za Pallacanestro Varese u Euroligi sezone 1998./99. Još je igrao za Fortitudo iz Bologne i druge klubove. Sudjelovao je na OI 2004. gdje je osvojio srebro.